# Tratado de Varsovia (1970)

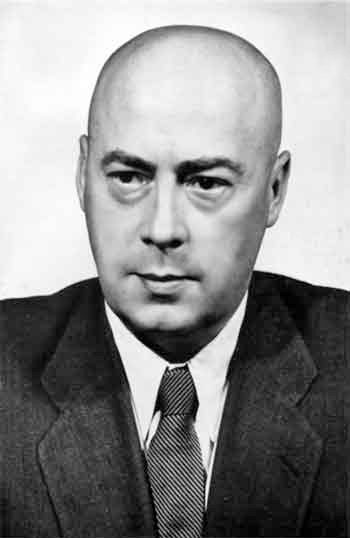
Józef Cyrankiewicz, primer ministro de Polonia

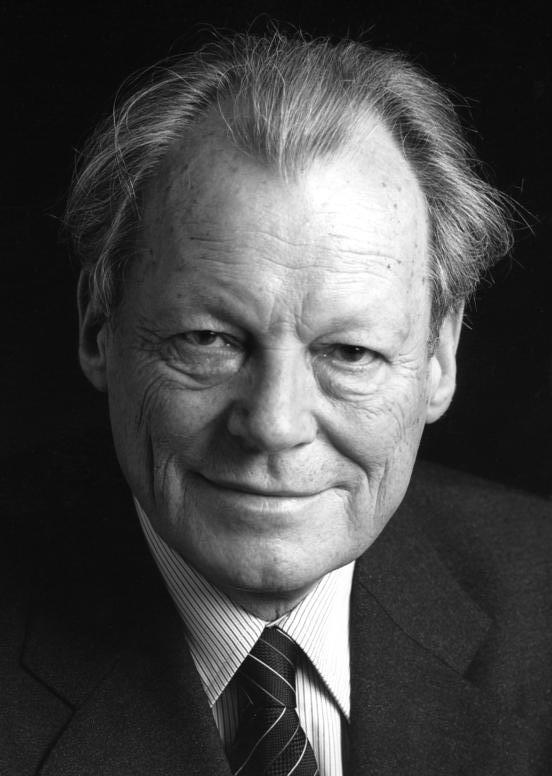
Willy Brandt, canciller federal de Alemania Occidental

El Tratado de Varsovia, firmado el 7 de diciembre de 1970, fue un acuerdo diplomático entre la República Federal de Alemania y la República Popular de Polonia. El tratado se firmó por el primer ministro polaco, Józef Cyrankiewicz, el canciller federal de Alemania Occidental, Willy Brandt, el ministro de Asuntos Exteriores de Polonia, Stefan Jędrychowski, y el ministro de Asuntos Exteriores de Alemania Occidental, Walter Scheel. Este tratado permitió finalmente poner en claro las fronteras entre Alemania y Polonia.
En este último sentido, la República Federal de Alemania, actuando en su propio nombre y sin el ánimo de condicionar las decisiones que, a ese respecto, adoptara una Alemania unida, reconoció el derecho de Polonia a existir como Estado dentro de unas fronteras seguras; reconocimiento que también implicaba su aceptación, como frontera occidental de Polonia, de la llamada Línea Óder-Neisse.
El artículo I del Tratado de Varsovia define la Línea Óder-Neisse como la frontera occidental de Polonia, en el artículo II Alemania Occidental y Polonia afirman no usar violencia ni amenazas de violencia en su relación mutua y el artículo III trata de la normalización de las relaciones entre Polonia y Alemania Occidental (entre otros mediante el establecimiento de embajadas).
La tramitación posterior de este tratado en el Parlamento Federal Alemán (Deutscher Bundestag) fue muy polémica, ya que contó con la oposición frontal de un determinado sector de la CDU/CSU. No obstante, finalmente se aprobó en dicho parlamento una cláusula interpretativa, en la que se insistía en que era la República Federal de Alemania (entonces solamente Alemania Occidental), y no una Alemania unida, la firmante de dicho tratado.
El Tribunal Constitucional Federal (Bundesverfassungsgericht), además, confirmó dicho extremo, declarando que la República Federal de Alemania (Bundesrepublik Deutschland), entonces solamente Alemanica Occidental, era la única representante jurídica legítima del Estado Alemán (Deutscher Staat), pero no su sucesora jurídica plena, ya que la República Federal de Alemania solo era un Estado parcial, mientras durase la partición de Alemania, al mismo tiempo que se daba la circunstancia de que al Estado Alemán no podía considerársele disuelto hasta que no tuviera lugar la reunificación del país. De esa forma, dicho tribunal venía a declarar que la República Federal de Alemania y el Estado Alemán, en aquel entonces (años setenta), y pese a todo, no eran conceptos jurídicos plenamente idénticos: solo lo serían cuando tuviera lugar la reunificación de Alemania y se firmara el correspondiente tratado de paz entre ella y los aliados.
El tratado definitivo de delimitación de fronteras, entre Polonia y la Alemania unida, fue firmado también en Varsovia, el 14 de noviembre de 1990, y ratificó todo lo acordado en 1970.